# Jesús Montoya
Jesús Montoya Alarcón (Cabezo de Torres, 4 dicembre 1963) è un ex ciclista su strada spagnolo, professionista dal 1987 al 1996 e secondo alla Vuelta a España 1992.

## Carriera
Piccolo e leggero, fu un buon scalatore tra il 1986 e il 1997, anni nei quali fu professionista. Conquistò tredici vittorie, tra cui due tappe alla Vuelta a España, il Gran Premio Primavera e il campionato nazionale in linea. Nel 1992, dopo due settimane da leader, chiuse al secondo posto la Vuelta a España, a sessantaquattro secondi dal vincitore, lo svizzero Tony Rominger: gli fu fatale la cronometro finale, prova in cui lo svizzero era specialista. L'anno seguente si classificò quinto e vinse una tappa con arrivo alla stazione sciistica di Alto Campoo. Ottenne anche un secondo posto alla Parigi-Nizza del 1994 ed un terzo alla Vuelta a Catalunya nel 1995. Oggi vive a Murcia, dove possiede diverse piantagioni di agrumi.

## Palmarès
- 1986 (Dilettante)

Classifica generale Circuito Montañés
- 1987

4ª tappa Vuelta a Cantabria
- 1990

Vuelta a los Valles Mineros
4ª tappa Vuelta a Catalunya
- 1991

Gran Premio Primavera
19ª tappa Vuelta a Espana (Palazuelos de Eresma > Destilerías Dyc)
- 1992

4ª tappa Vuelta a Andalucía
- 1993

Subida al Naranco
16ª tappa Vuelta a España (Santander > Alto Campoo)
- 1994

6ª tappa Setmana Catalana
Hospitalet de Llobregat
- 1995

Campionato nazionale spagnolo in linea
Cerdaniola de Valles

## Piazzamenti

### Grandi giri
- Tour de France

1991: 74º
1992: 69º
1993: 117º
1996: ritirato
- Giro d'Italia

1994: ritirato
1995: 27º
- Vuelta a España

1987: 67º
1988: 104º
1990: 18º
1991: 23º
1992: 2º
1993: 5º
1995: 37º